# Sunset People
«Sunset People» es una canción de la cantante estadounidense Donna Summer de su séptimo álbum de estudio Bad Girls (1979). Fue lanzado como sencillo en algunos países en julio de 1980.
El sencillo no fue lanzado en Estados Unidos debido a un litigio en curso entre Summer y Casablanca Records.
Stephen Holden, en su reseña del álbum Bad Girls para Rolling Stone, señaló un gran subtexto social en la canción, que describe toda la verdad sobre el lado de pesadilla del glamoroso mundo de Hollywood y los habitantes de Sunset Strip por la noche.

## Posicionamiento en listas
| Lista (1980)                       | Máxima posición |
| ---------------------------------- | --------------- |
| Países Bajos (Mega Single Top 100) | 42              |
| Países Bajos (Tipparade)           | 14              |
| Reino Unido (UK Singles Chart)     | 46              |

## Otras versiones
- La canción fue versionada por E. G. Daily en 1985 para su álbum debut Wild Child.[7]